# Односи Србије и Малија
Односи Србије и Малија су инострани односи Републике Србије и Републике Мали.

## Билатерални односи
Дипломатски односи између Србије(ФНРЈ) и Малија су успостављени 1961. године.

### Политички односи
Посета МСП Малија Београду 2010.

### Економски односи
- У 2020. извоз је износио 1.060 000 долара, а увоз 57.000 УСД.
- У 2019. извоз је вредео 1,22 милиона долара, а увоз само 24.000 УСД.
- У 2018. извезено је робе за 2,21 милион долара, а увезено једва за 21.000 УСД.[1][2]

### Дипломатски представници

#### У Београду
- Кибији Диало, амбасадор
- Муса Кулибали, амбасадор
- Ја Думбиа, амбасадор

#### У Бамакоу
- Бранко Зековић, амбасадор, 1988—
- Душан Грубор, амбасадор, 1984—1987.
- Александар Псончак, амбасадор, 1980—1984.
- Здравко Печар, амбасадор, 1967—1971.
- Драгомир Петровић, амбасадор, 1963—1967.
- Војо Даковић, амбасадор, 1961—1963.